# Romulus Dimitriu
Romulus Dimitriu (n. 1892 - d.  17 ianuarie 1981) a fost un general român, care a luptat în al Doilea Război Mondial.
A fost decorat pe 25 noiembrie 1941 cu Ordinul „Coroana României” cu spade, în gradul de Comandor, cu panglică de „Virtutea Militară” „pentru priceperea și energia cu care a organizat și condus acțiunea de curățirea satului Țiganca, în contraatacul dat de rezerva Corpului de Armată în zona Diviziei de Gardă și formarea capului de pod dela Fălciu”.
Romulus Dimitriu a fost luat prizonier la 2 februarie 1943 în timpul luptelor de la Stalingrad și a fost prizonier de război în perioada 1943 - 1945. În prizonierat, a aderat la „mișcarea antifascistă” și a contribuit în mod decisiv la constituirea celei de a doua divizii de voluntari români (dintre prizonierii aflați pe teritoriul U.R.S.S.). În 1945 a fost numit locțiitor al comandantului diviziei Horia, Cloșca și Crișan.
În perioada 1 iulie 1947 - 2 mai 1949, generalul de corp de armată Romulus Dimitriu a condus Regiunea a III-a Militară, cu sediul la Cluj. În 1949, Romulus Dimitriu s-a retras din serviciul militar.

## Decorații
- Ordinul „Coroana României” cu spade, în gradul de Comandor, cu panglică de „Virtutea Militară” (25 noiembrie 1941)[2]